# Baptisia nuttalliana
Baptisia nuttalliana är en ärtväxtart som beskrevs av John Kunkel Small. Baptisia nuttalliana ingår i släktet Baptisia och familjen ärtväxter. Inga underarter finns listade i Catalogue of Life.